# Saint-Hilaire-Fontaine
Saint-Hilaire-Fontaine – miejscowość i gmina we Francji, w regionie Burgundia-Franche-Comté, w departamencie Nièvre.
Według danych na rok 1990 gminę zamieszkiwało 196 osób, a gęstość zaludnienia wynosiła 8 osób/km² (wśród 2044 gmin Burgundii Saint-Hilaire-Fontaine plasuje się na 715. miejscu pod względem liczby ludności, natomiast pod względem powierzchni na miejscu 301.).